# Thibaudia grantii
Thibaudia grantii är en ljungväxtart som beskrevs av A. C. Smith. Thibaudia grantii ingår i släktet Thibaudia och familjen ljungväxter. Inga underarter finns listade i Catalogue of Life.